# Kroatiska volleybollcupen för damer
Kroatiska volleybollcupen för damer (kroatiska: Kup Hrvatske u odbojci za žene) är en klubbtävling i volleyboll för damer i Kroatien. Tävlingen organiseras av Hrvatski odbojkaški savez, det kroatiska volleybollförbundet.

## Resultat per år
| Upplaga                 | Upplaga               | Podium            | Podium                                    | Podium            |
| Säsong                  | Spelplats för finalen | Mästare           | Matchresultat                             | Finalist          |
| ----------------------- | --------------------- | ----------------- | ----------------------------------------- | ----------------- |
| 1993 mer information    | -                     | HAOK Mladost      | -                                         | ŽOK Rijeka        |
| 1994 mer information    | -                     | HAOK Mladost      | -                                         | ŽOK Rijeka        |
| 1995 mer information    | -                     | HAOK Mladost      | -                                         | ŽOK Rijeka        |
| 1996 mer information    | -                     | ŽOK Dubrovnik     | -                                         | ŽOK Rijeka        |
| 1997 mer information    | -                     | ŽOK Dubrovnik     | -                                         | Akademičar        |
| 1998 mer information    | -                     | ŽOK Rijeka        | -                                         | OK Kaštela        |
| 1999 mer information    | -                     | ŽOK Rijeka        | -                                         | OK Kaštela        |
| 2000 mer information    | -                     | ŽOK Rijeka        | -                                         | ŽOK Vukovar       |
| 2001 mer information    | -                     | OK Kaštela        | -                                         | HAOK Mladost      |
| 2002 mer information    | -                     | HAOK Mladost      | -                                         | OK Velika Gorica  |
| 2003 mer information    | -                     | OK Velika Gorica  | -                                         | HAOK Mladost      |
| 2004 mer information    | -                     | HAOK Mladost      | -                                         | OK Kaštela        |
| 2005 mer information    | -                     | ŽOK Rijeka        | -                                         | OK Šibenik        |
| 2006 mer information    | -                     | ŽOK Rijeka        | -                                         | HAOK Mladost      |
| 2007 mer information    | -                     | ŽOK Rijeka        | -                                         | ŽOK Osijek        |
| 2008 mer information    | -                     | ŽOK Rijeka        | -                                         | ŽOK Vukovar       |
| 2009 mer information    | Split                 | ŽOK Rijeka        | 3 - 0 (25-20, 25-17, 25-20)               | HAOK Mladost      |
| 2010 mer information    | Zagreb                | ŽOK Vukovar       | 3 - 1 (19-25, 25-21, 25-21, 25-14)        | ŽOK Rijeka        |
| 2011 mer information    | Rijeka                | ŽOK Vukovar       | 3 - 0 (25-22, 26-24, 25-23)               | ŽOK Rijeka        |
| 2012 mer information    | Rovinj                | HAOK Rijeka       | 3 - 0 (25-18, 25-23, 25-21)               | OK Velika Gorica  |
| 2013-14 mer information | Rovinj                | OK Poreč          | 3 - 1 (25-20, 25-5, 22-25, 25-20)         | ŽOK Rovinj        |
| 2014 mer information    | Rovinj                | HAOK Mladost      | 3 - 1 (25-11, 23-25, 25-13, 25-22)        | OK Marina Kaštela |
| 2015 mer information    | Zagreb                | HAOK Mladost      | 3 - 2 (25-23, 17-25, 19-25, 25-20, 15-13) | OK Marina Kaštela |
| 2016 mer information    | Kaštel Stari          | OK Marina Kaštela | 3 - 1 (25-15, 17-25, 25-21, 25-22)        | ŽOK Osijek        |
| 2017-18 mer information | Zagreb                | HAOK Mladost      | 3 - 1 (25-14, 29-27, 23-25, 25-9)         | OK Kaštela        |
| 2018-19 mer information | Rovinj                | HAOK Mladost      | 3 - 2 (19-25, 25-20, 25-22, 19-25, 15-12) | HAOK Rijeka       |
| 2019-20 mer information | Zadar                 | HAOK Mladost      | 3 - 0 (25-17, 25-21, 25-13)               | OK Kaštela        |
| 2020-21 mer information | Rijeka                | HAOK Mladost      | 3 - 1 (20-25, 25-19, 25-18, 25-16)        | HAOK Rijeka       |
| 2021-22 mer information | Kaštel Stari          | OK Marina Kaštela | 3 - 0 (25-13, 25-17, 25-18)               | OK Kaštela        |

## Resultat per klubb
| Lag               | Antal titlar | Vunna säsonger                                                               |
| ----------------- | ------------ | ---------------------------------------------------------------------------- |
| HAOK Mladost      | 11           | 1993, 1994, 1995, 2002, 2004, 2014, 2015, 2017-18, 2018-19, 2019-20, 2020-21 |
| ŽOK Rijeka        | 8            | 1998, 1999, 2000, 2005, 2006, 2007, 2008, 2009                               |
| OK Dubrovnik      | 2            | 1996, 1997                                                                   |
| ŽOK Vukovar       | 2            | 2010, 2011                                                                   |
| OK Marina Kaštela | 2            | 2016, 2021-2022                                                              |
| OK Kaštela        | 1            | 2001                                                                         |
| OK Velika Gorica  | 1            | 2003                                                                         |
| HAOK Rijeka       | 1            | 2012                                                                         |
| OK Poreč          | 1            | 2013                                                                         |